# Гавран, Душан
Душан Гавран (сербохорв. Душан Гавран / Dušan Gavran; 1922, Будель-Горни — середина декабря 1942, Боснийская Краина) — партизан времён Народно-освободительной войны Югославии, Народный герой Югославии.

## Биография
Родился в 1922 году в селе Горни-Будель около Саницы. Окончил школу в Миячице, с 14 лет занимался тяжёлым физическим трудом. Весной 1938 года записался в школу младших офицеров пехоты в Белграде, служил в пехотном полку в Нише на момент начала Апрельской войны. После капитуляции его рота была взята в плен на границе с Болгарией на Старой горе, но Душан вырвался из плена. В Лесковаце снова схвачен немцами и отправлен в тюрьму, но опять сбежал. Вернувшись на родину, вступил в антинемецкое подполье. В рядах партизан с 28 июля 1941. Провёл первые бои в Боснийской Краине, подорвав с отрядом железнодорожные пути Сански-Мост — Саница-Доня — Бравско — Срнетица. С декабря 1941 года член Союза коммунистической молодёжи Югославии, с апреля 1942 — Коммунистической партии Югославии.
16 мая 1942 во время атаки на вражеский гарнизон в Приеполье Душан Гавран взобрался на мост, разрушил ограждения из колючей проволоки и спас свой батальон от окружения, за что был награждён благодарностью Оперативного штаба Боснийской Краины. В селе Заволе у Толягича, где укрепился взвод домобранцев из 3-го батальона 10-го Шантековского пехотного полка, Душан прорвался через линию обороны, выпустил очередь из своего пистолета-пулемёта, бросил несколько гранат во врага и скрылся, воспользовавшись паникой. Также он участвовал в операциях по подрыву линий электропередач и телефонной связи. В начале октября 1941 года группа бомбашей Душана засела в засаде между Грмечом и Лаништой и раскрылась, атаковав поезд с вражескими солдатами. Взрывами гранат была убита большая часть отряда домобранцев, выстрелами из винтовок и пистолетов-пулемётов были добиты оставшиеся на поле боя, около 200 человек сумели сбежать. Душан командовал взводом 2-й Саницкой роты, которой командовал непосредственно Народный герой Югославии Раде Бркич. За час боя между Горня-Саницей и Доня-Саницей взвод Душана уничтожил 20 усташей и домобранцев, взяв в плен 27 человек. Тогда партизаны захватили огромное количество вооружения и припасов.
В августе 1942 года была создана молодёжная рота, и Душан стал заместителем её командира (позднее командиром), а также военным советником, главой батальонского комитета СКМЮ и батальонского комитета КПЮ. 10 ноября 1942 в деревне Буковаче состоялся I съезд Союза коммунистической молодёжи Югославии в Боснийской Краине, на котором Гавран был делегатом.
В середине декабря 1942 года 1-я рота 1-го батальона 1-го Краинского партизанского отряда, ведомая Душаном Гавраном, вступила в бой в Боснийской Краине, атаковав вражеские позиции около одного из населённых пунктов, но отступила. Повторная атака также не увенчалась успехом. Душан попытался разобраться с вражеской батареей, но сам был смертельно ранен на глазах у своего курьера.
27 ноября 1953 указом Иосипа Броза Тито Душану Гаврану было посмертно присвоено звание Народного героя Югославии.